# Александр Малінов (станція метро)
Александр Малінов (болг. Метростанция „Александър Малинов“) — станція лінії 1 Софійського метрополітену, відкрита 8 травня 2015 року.
- Конструкція: однопрогінна станція мілкого закладення, з двома береговими платформами.
- Пересадки на автобуси №4, 76, 88, 111, 113, 213, 305, 306, 314.
- Виходи: до бульвару Александра Малінова, бульвару Андрія Ляпчева, вулиць Св. Кипріяна та Філіпа Аврамова